# Burgstall Kaisersberg
Der Burgstall Kaisersberg ist eine abgegangene mittelalterliche Höhenburg auf 475 m ü. NHN in Kaisersberg (Haus Nr. 83), einem Ortsteil der Gemeinde Reischach im Landkreis Altötting in Bayern. Die Anlage wird als Bodendenkmal unter der Aktennummer  D-1-7742-0042 im Bayernatlas als „mehrgliedrige Abschnittsbefestigung des frühen oder hohen Mittelalters ("Kaisersberg")“ geführt. 
Auf der ehemaligen Burganlage wurde 1897 durch den Ziegeleibesitzer August Unterholzner eine mehrstöckige schlossartige Villa errichtet, die sogenannte Unterholznerburg, die 1969 abbrannte.